# Epirrhoe limbosignata
Epirrhoe limbosignata är en fjärilsart som beskrevs av Nolck 1867. Epirrhoe limbosignata ingår i släktet Epirrhoe och familjen mätare. Inga underarter finns listade i Catalogue of Life.